# Bătălia de la Kiev (1918)
Bătălia de la Kiev (uneori „Asedierea Kievului”) este ofensiva trupelor sovietice (Gărzile Roșii) asupra Kievului, care a dus la evacuarea guvernului ucrainean și la uciderea câtorva mii de cetățeni în timpul Terorii Roșii. Istoricii ruși descriu aceste evenimente ca parte a Războiului Civil Rus.

## Istoric

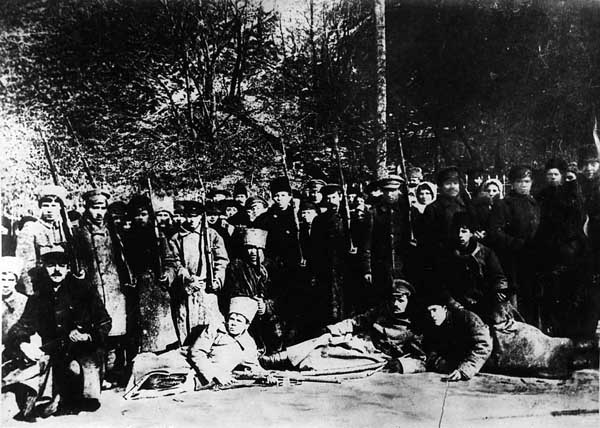
Unitatea Armatei Roșii care a luat parte la capturarea orașului

După bătălia de lângă Kruty⁠(d) din 29 ianuarie 1918, care a reușit să întârzie ofensiva bolșevică și a dat timp celor care doreau să evacueze, Armata Roșie s-a apropiat de periferia Kievului pe 4 februarie 1918, unde Mihai Muravyov a dat ordin de începere atacul. În timpul atacului de la Kiev, au fost folosite gaze otrăvitoare, a existat un bombardament masiv care nu s-a oprit timp de câteva zile (bolșevicii au tras 15.000 de obuze în oraș), în urma căruia, printre altele, casa lui Mîhailo Hrușevskîi a fost distrus. Faptul că conducerea sovietică nu a încercat să ascundă folosirea armelor chimice nu este surprinzător, deoarece armele chimice au fost interzise abia în 1925 prin Protocolul de la Geneva.

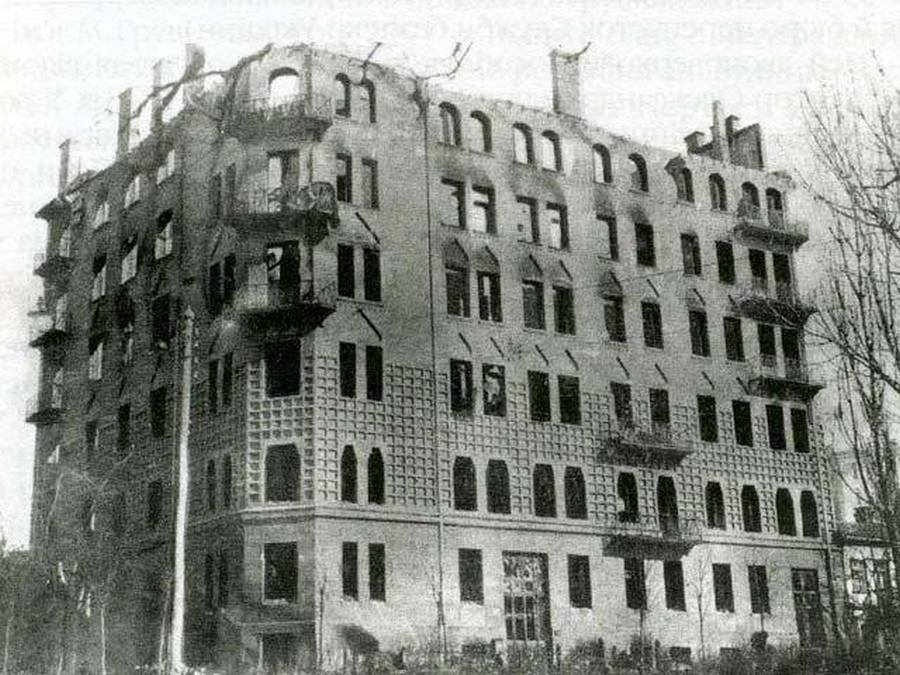
Casa lui Hrușevskîi după bombardamente

Muravyov a fost întâmpinat de o delegație a consiliului orașului în Piața Duma (Piața Independenței). Andrei Polupanov a fost numit comandant sovietic al orașului. După intrarea în oraș, urmând ordinul, trupele sovietice au împușcat aproximativ 5.000 de civili declarați dușmani. Printre morți s-au numărat doar doi politicieni: secretarul pentru afaceri funciare al Republicii Populare Ucrainene, Oleksandr Zarudnîi, și deputatul Radei Centrale, Isak Pugaci. După Operațiunea Faustschlag din primăvara anului 1918, în parcurile de la Kiev au fost descoperite mii de cadavre pe jumătate descompuse ale civililor.